# Pouligny-Saint-Pierre
Pouligny-Saint-Pierre – miejscowość i gmina we Francji, w Regionie Centralnym, w departamencie Indre.
Według danych na rok 1990 gminę zamieszkiwały 962 osoby, a gęstość zaludnienia wynosiła 20 osób/km² (wśród 1842 gmin Regionu Centralnego Pouligny-Saint-Pierre plasuje się na 415. miejscu pod względem liczby ludności, natomiast pod względem powierzchni na miejscu 100.).